# Galben mare (monedă românească)
Galbenul mare a fost o piesă jubiliară românească din aur, emisă în timpul domniei regelui Carol al II-lea, în anii 1939 și 1940. Deși prezintă caracteristici asemănătoare monedelor, aceasta nu avea valoare nominală și nu a fost destinată circulației monetare, fiind clasificată ca piesă de podoabă și tezaurizare. Valoarea sa intrinsecă era calculată conform parității aurului.

## Istorie

### Emisiunea 1939
Primele monede de acest tip au fost reglementate prin legea nr. 2.301 pentru baterea de monete de aur, publicată la 5 iunie 1939, și au fost emise în același an, cu prilejul aniversării a 100 de ani de la nașterea regelui Carol I. Emisiunea a cuprins și alte patru monede jubiliare: două cu valoarea nominală de 20 lei și două de 100 lei. Galbenii mari au fost realizați în două variante, denumite în actul normativ tipul A și tipul B.

Acestea erau realizate din 90% aur și 10% cupru, cu o toleranță de ±0,2%, aveau un diametru de 41 mm cu o toleranță de ±0,1 mm și o greutate de 42 de grame cu o toleranță de ±0,05 grame. Aversul era comun amândurora și reprezenta efigia călare a regelui Carol al II-lea, îmbrăcat cu mantia ordinului Mihai Viteazul, în profil spre stânga. Sub efigie, în partea stângă, se găsea numele gravorului, E. W. BECKER, iar deasupra acesteia, în partea dreaptă, incripția circulară CAROLVS II.

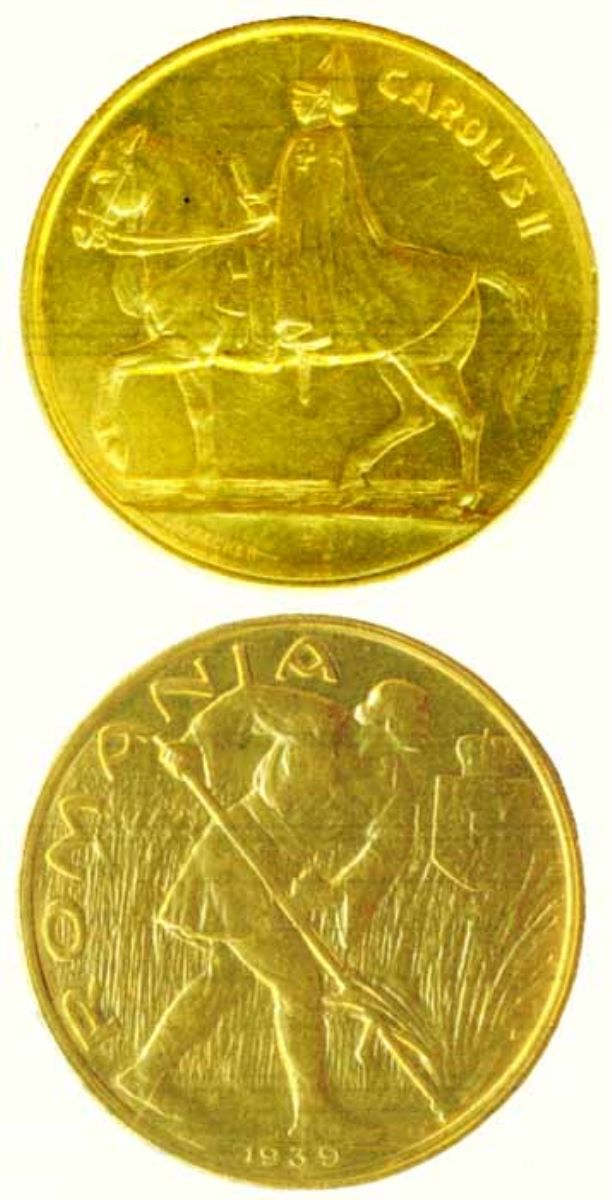
Galben mare (tipul A)

Reversul tipului A reprezenta un un țăran care cosea un lan de grâu. In stânga acestuia se găsea inscripția circulară ROMANIA, iar în dreapta, deasupra lanului de grâu, stema mică a Regatului României. In partea inferioară, pe marginea monedei, se găsea anul de emitere, 1939. Tirajul acesteia a fost de 95 de exemplare.

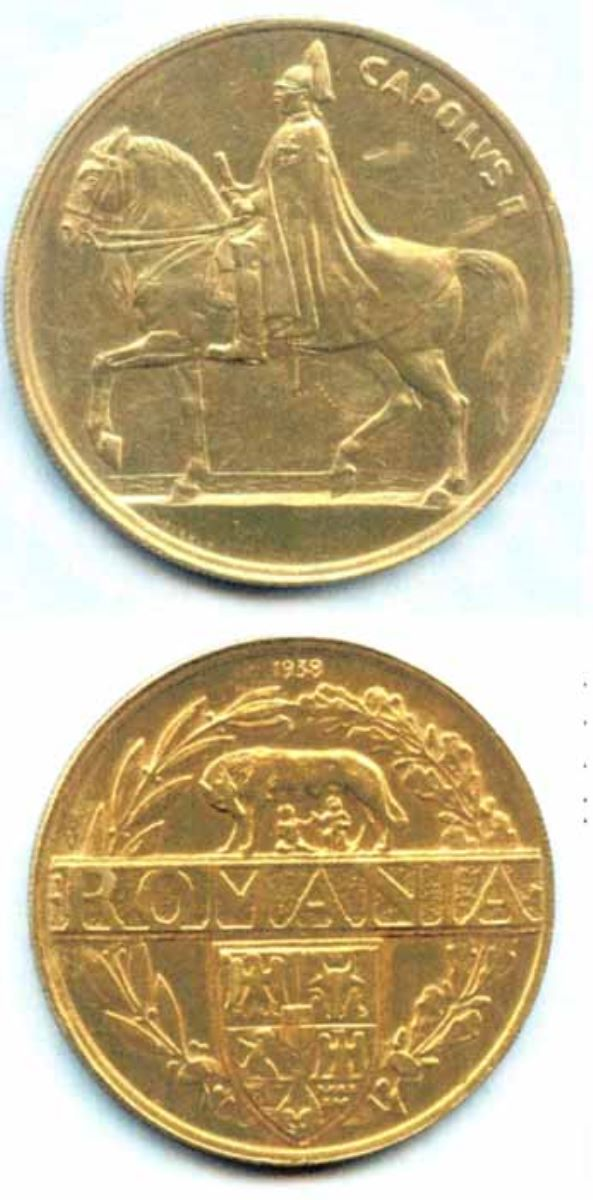
Galben mare (tipul B)

Reversul tipului B avea central o friză orizontală pe care era inscripționat ROMANIA. Sub aceasta era reprezentat scutul cu stema României, iar deasupra lui, statuia Lupa Capitolina, simbolizând originea latină a poporului român. În partea superioară a monedei, sub margine, era gravat anul emisiunii, 1939. Întreaga compoziție era încadrată de o ghirlandă formată din ramuri de laur, în stânga, și de stejar, în dreapta, unite în partea inferioară de o panglică aflată sub scut, ale cărei capete ieșeau parțial în exterior. Tirajul acesteia a fost de 95 de exemplare.
Muchia ambelor monede era zimțată, orientarea era de tip medalie și au fost realizate la Monetăria Națională.